# Vouzeron
Vouzeron és un municipi francès, situat al departament del Cher i a la regió de Centre - Vall del Loira. El 2021 tenia 587 habitants.